# Чепа, Василий Иванович
Василий Иванович Чепа (14 января 1923, Киев — 14 октября 2017, Москва) — советский военный деятель, полковник, ветеран Государственного центрального полигона (4-й ГЦМП).
В должности начальника отдела боевых полей, а позднее заместителя начальника штаба полигона, был непосредственным участником испытаний всех баллистических ракет, проведённых в эти годы на полигоне Капустин Яр. Был консультантом фильма «Укрощение огня» (1972) в ходе съёмок на испытательных объектах полигона Капустин Яр и космодрома Байконур.

## Биография
Родился 14 января 1923 года в Киеве в семье военнослужащего.
В 1940 году поступил в Чкаловское военное училище зенитной артиллерии. В связи с началом Великой Отечественной войны через десять месяцев учёбы он был выпущен из училища с присвоением воинского звания лейтенант и направлен в район Уфы, где формировалась 361-я стрелковая дивизия. В ноябре 1941 года дивизия была передислоцирована в район города Торжок и вошла в состав Калининского фронта. Василий Иванович Чепа с боями прошел всю войну и окончил её в городе Плунгяне (Германия).
После войны, в мае 1946 года В. И. Чепа был назначен на должность командира батареи в 16-й Литовской стрелковой дивизии. В апреле 1949 года в звании майора получил назначение на должность помощника начальника штаба в отдельном опытном зенитно-ракетном дивизионе 4-го ГЦП (Капустин Яр). Участвовал в испытаниях ракет Р-101, Р-105. В 1951 году был назначен начальником штаба радиолокационного дивизиона 4-го ГЦП. С 1952 года — старший офицер курсов переподготовки 4-го ГЦП, передислоцированных в 1953 году в Камышинское училище. С 1954 года — старший офицер оперативного отдела штаба полигона Капустин Яр. С 1959 года — заместитель начальника штаба 4-го ГЦП.
В 1964 году Василий Иванович Чепа переведен на должность старшего офицера, а в 1970 году — заместителя начальника отдела полигонов ГУРВО. В 1967 году окончил Военную академию им. Фрунзе (1967). В отставке — с 1991 года. Участвовал в создании организации ветеранов 4-го ГЦП. Принял участие в выпуске в 1997 году книги «Военачальники РВСН». Опубликовал ряд статей в газете «Ветеран-ракетчик».
Умер 14 октября 2017 года в Москве и был похоронен на Даниловском кладбище города.
Отец российского политического деятеля — А. В. Чепы.

## Заслуги
- Награждён четырьмя орденами Красной Звезды, орденами Отечественной войны 2-й степени, «За службу Родине в ВС СССР» и «Знак почета».
- Также награждён многими медалями в числе которых «За боевые заслуги» и «За победу над Германией в Великой Отечественной войне 1941—1945 гг.».
- удостоен знаков Министерства обороны «Главный маршал Неделин», медалями К. Э. Циолковского и С. П. Королёва Федерации космонавтики РФ.
- Почетный ветеран Подмосковья.